# Puente atirantado de pilón contrapeso
Un puente atirantado de pilón contrapeso es una variación del puente atirantado asimétrico, en el que el pilón hace de contrapeso del puente. Los tirantes del puente que salen de la plataforma van hasta el pilón, y en vez de continuar hasta un contrapeso, están unidos al propio pilón. El pilón compensa la tracción de los cables por su propio peso y el anclaje del terreno, en vez de tener algún cable u otro pilón unido atrás que transmitir la fuerza al contrapeso del suelo. Este diseño de puentes lo inició Santiago Calatrava.
Estos puentes resultan más caros que un puente atirantado asimétrico normal, y su elección es sobre todo por motivos artísticos.
Ejemplos de este tipo de puentes:
- Puente del Alamillo (1992) Sevilla, España (contrapeso trasero)
- Trinity Bridge (1995), Mánchester, Reino Unido (contrapeso trasero)
- Puente de los Tirantes (1995), Pontevedra, España (contrapeso delantero deslizante)
- Puente de la Mujer (2002) Buenos Aires, Argentina (contrapeso delantero deslizante)
- Puente de la Unidad (2003) Monterrey, México (contrapeso trasero)
- Puente del Reloj de Sol (2004) en Turtle Bay Redding, California, Estados Unidos (contrapeso trasero con tablero de cristal)
- Puente atirantado de Jerusalén (2008), Jerusalén, Israel
- Puente de l'Assut de l'Or (2008), Valencia, España  (pilón curvo trasero)
- Puente Samuel Beckett (2009), en Dublín, Irlanda (evocando un arpa)

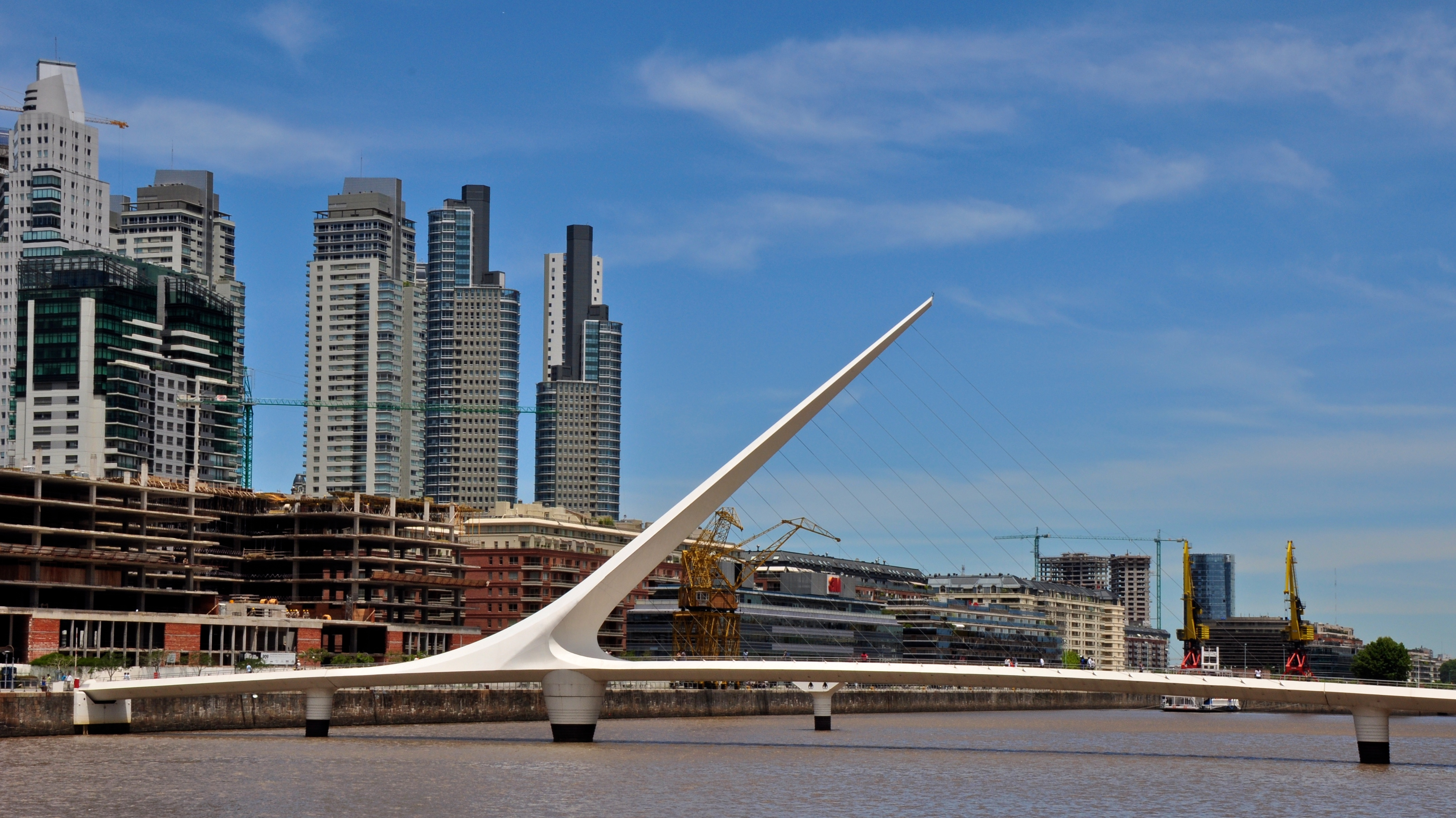
Puente de la Mujer (2002), Puerto Madero (ARG)
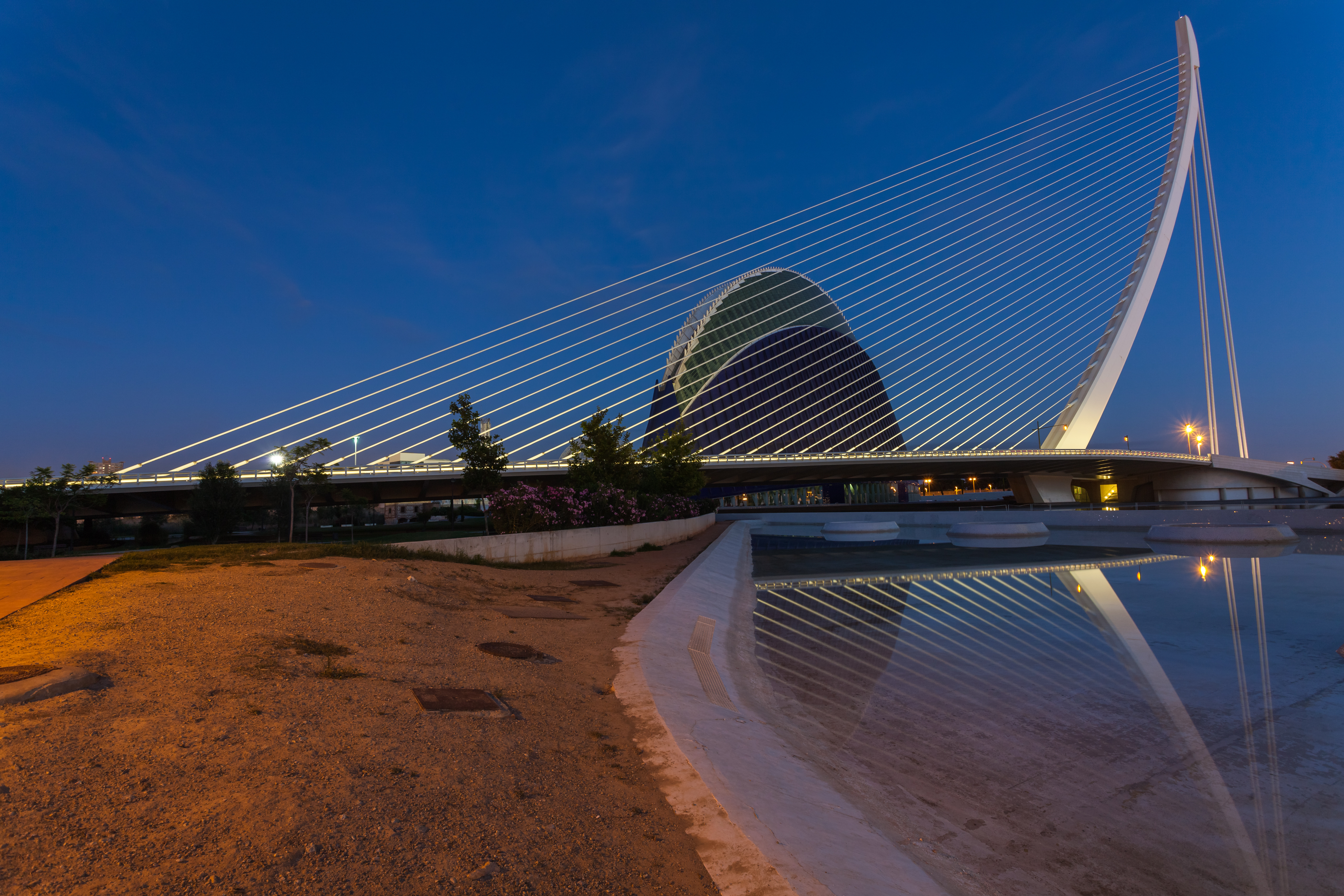
Puente de l'Assut de l'Or (2008) Valencia (ESP)
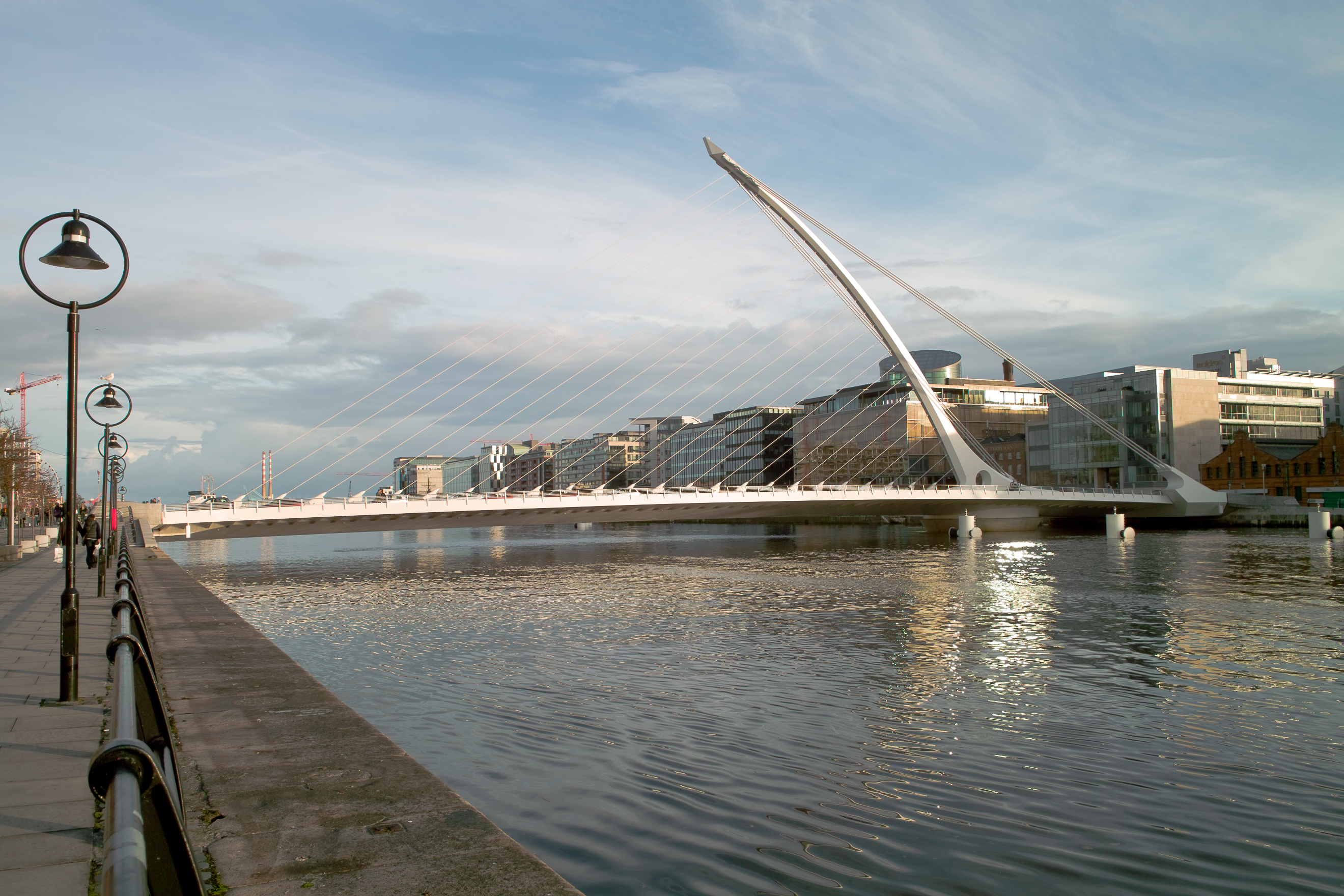
Puente Samuel Beckett (2009), en Dublin (IRL)
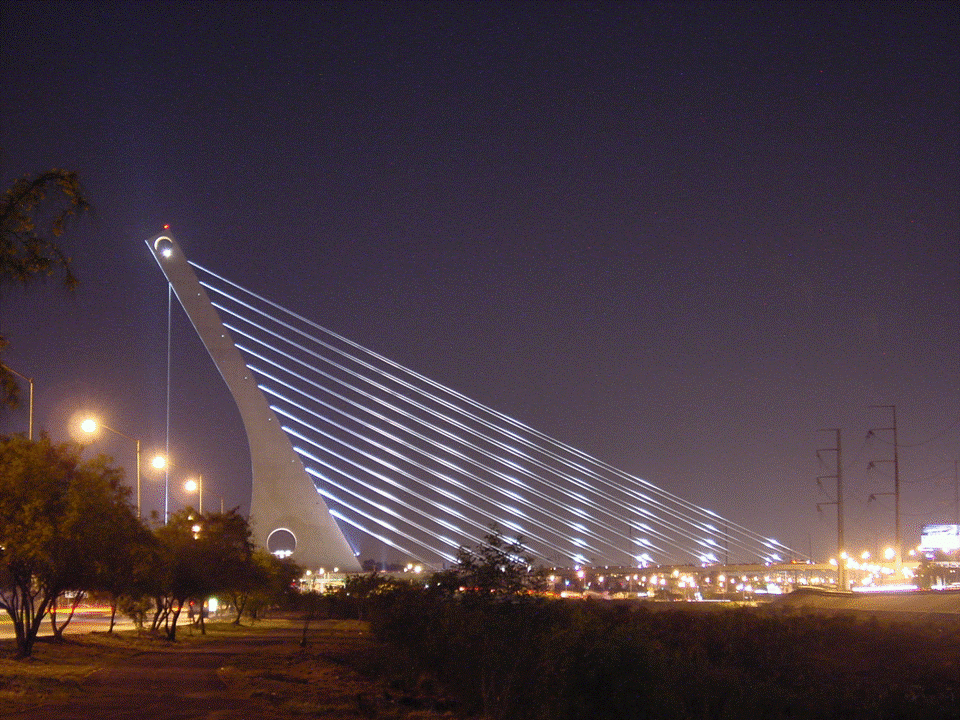
Puente de la Unidad (Monterrey) (2003), en Monterrey (MEX)